# German Open 1978 (теніс)
Відкритий чемпіонат Німеччини 1978 - чоловічий і жіночий тенісний турнір, що проходив на відкритих кортах з ґрунтовим покриттям Am Rothenbaum у Гамбургу (Західна Німеччина). Чоловічі змагання належали до категорії four-star в рамках серії Colgate-Palmolive Grand Prix 1978, жіночі - до категорії A в рамках Colgate Series. Відбувсь усімдесяте і тривав з 15 до 21 травня 1978 року. Перші сіяні Гільєрмо Вілас і Міма Яушовец здобули титул в одиночному розряді.

## Переможниці та фіналістки

### Чоловіки. Одиночний розряд
Гільєрмо Вілас —  Войцех Фібак 6–2, 6–4, 6–2

### Одиночний розряд. Жінки
Міма Яушовец —  Вірджинія Рузічі 6–2, 6–3

### Парний розряд. Чоловіки
Том Оккер /  Войцех Фібак —  Antonio Muñoz /  Віктор Печчі 6–2, 6–4

### Парний розряд. Жінки
Міма Яушовец /  Вірджинія Рузічі —  Катя Еббінгаус /  Гельга Мастгофф 6–4, 5–7, 6–0